# Baudartius College
Het Baudartius College was een middelbare school in het Nederlandse Zutphen voor mavo, havo, atheneum, gymnasium. De school is in 1920 opgericht en vernoemd naar de Nederlandse calvinistische theoloog Willem Baudartius die in de 16e en 17e eeuw leefde. Baudartius is ook predikant te Zutphen geweest.
Het logo van de school wordt wel de swoosh van Baudartius genoemd, maar eigenlijk verwijst het logo naar de Hebreeuwse letter beet: ב. Dit is de eerste letter van het boek Genesis, oftewel het begin van het begin.
Tegenwoordig staat het pand leeg na de fusie tot het Eligant Lyceum, met Het Stedelijk. Lessen worden nu alleen op Isendoornstraat 3 gegeven.

## Overzicht
De lessen worden gegeven aan de Isendoornstraat 1 (voorheen ook aan de Berkenlaan).
De school heeft steeds minder leerlingen omdat er twee nieuwe scholen zijn opgestart  en ongeveer 50 medewerkers.
Op 3 april 2009 won het Baudartius College de Radio 538 School Award voor leukste school van Nederland.
De schoolkrant van het Baudartius heet Phoenix. De schoolvereniging heette Utile Dulci. De schoolkrant wordt sinds 1939 uitgegeven en tegenwoordig worden vier edities per jaar uitgebracht.

## Bekende oud-Baudartianen
- Coen Simon, filosoof

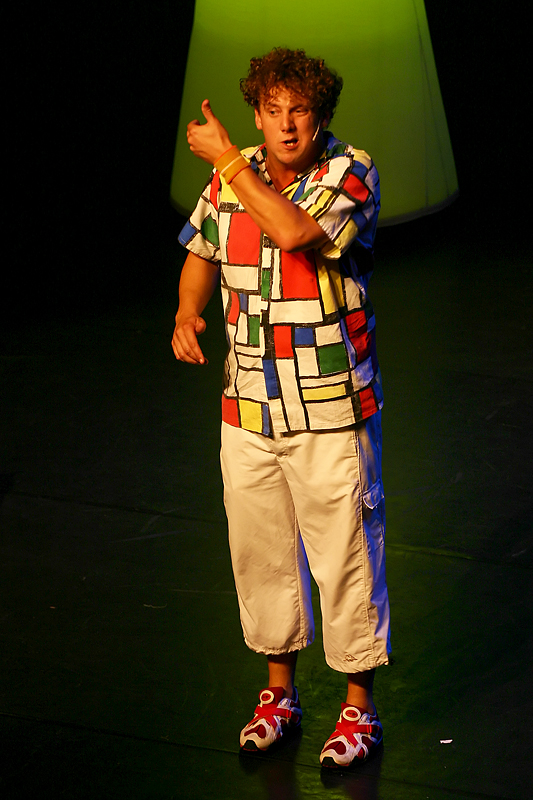
Jochem Myer
oud-leerling

- Sadettin Kirmiziyüz, schrijver, theatermaker en acteur.
- Henri Schoeman, judoka
- Eelke de Blouw, cartoonist (Evert Kwok)
- Herman Boerman, acteur
- Lars Bos, rapper, bekend als Snelle
- René Cuperus, columnist de Volkskrant
- Inge Diepman, voormalig presentatrice bij de VARA
- Tjarko Evenboer, cartoonist (Evert Kwok)
- Arnold Gerritsen, burgemeester
- Liselore Gerritsen, zangeres en schrijfster
- David Grifhorst, regisseur
- Stefan Groothuis, schaatser
- Annemarie Jorritsma, politica en bestuurder
- Hester Macrander, cabaretière
- Bert Meerstadt, voormalig president-directeur NS
- Boaz Meylink, olympisch roeier
- Hanz Mirck, dichter, schrijver[bron?]
- Jochem Myjer, cabaretier
- Ileen Montijn, historica, schrijfster
- Koen Brouwer, singer-songwriter en programmamaker
- Bram Rouwen, atleet
- Marius van Zeijts, brigade-generaal en voorzitter KNZB

## Bekend (oud-)personeel
- Hans Werkman, dichter, schrijver en literair criticus

## Coördinaten
- Isendoornstraat 1: 52° 8′ 41″ NB, 6° 11′ 54″ OL